# Gerrit de Vries (Politiker)

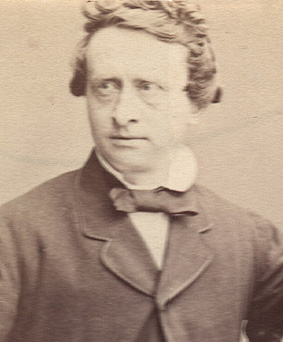
Gerrit de Vries

Gerrit Abrahamszoon de Vries (* 22. Februar 1818 in Haarlem; † 4. März 1900 in Den Haag) war ein niederländischer Staatsmann des Liberalismus. Von 1872 bis 1874 war er Vorsitzender des Ministerrats.
Gerrit de Vries war ein Schüler von Johan Rudolf Thorbecke und übernahm nach dessen Tod den Vorsitz im Ministerrat und zusätzlich das Justizministerium. Er stand im Ruf, eher ein Verwaltungsbeamter als ein Politiker zu sein. Nachdem er mit einem Gesetz zu einer Gerichtsreform gescheitert war, trat er zurück und kehrte nach einer kurzen Zeit als Abgeordneter in den Staatsrat zurück.
Seit 1857 war er Mitglied der Königlich Niederländischen Akademie der Wissenschaften.